# Baltzar von Platen (1855–1913)
Philip Baltzar von Platen, född den 3 augusti 1855 i Östra Ljungby socken, Kristianstads län, död den 15 december 1913 i Kolbäcks församling, Västmanlands län, var en svensk militär. Han var son till Philip Baltzar von Platen.
von Platen blev underlöjtnant vid Skånska husarregementet 1875, löjtnant där 1882, ryttmästare 1893 och major 1901. Han befordrades till överstelöjtnant vid Smålands husarregemente 1904, övergick som sådan till Skånska husarregementet samma år och till sistnämnda regementes reserv 1907. von Platen blev överste i Första arméfördelningens reservbefäl 1908, chef för Strömsholms hingstdepå 1909 och tillförordnad ståthållare på Strömsholms slott 1910. Han blev riddare av Svärdsorden 1897. von Platen vilar på Källna kyrkogård.